# 呂卣
呂卣（1446年—？），字宜中，號泉亭，直隸常州府無錫縣人，明朝政治人物。

## 生平
成化十六年（1480年）庚子科應天府鄉試第六名舉人。成化十七年（1481年）中式辛丑科會試第二百七十七名，三甲第五十八名進士。授大名府推官，歷衢州、永平，以至誠决獄，躬詣囹圄，视囚藥食，囚犯多画像祭祀。擢監察御史，巡按雲南，未幾辞官歸。

## 家族
曾祖呂福；祖父呂敬之；父呂誠，母王氏；繼母郭氏。具慶下。兄吕彝。